# Гомон
„Гомон“ (на френски: Gaumont) е френско филмово студио със седалище в Ньой сюр Сен.
Основано през 1895 година от пионера в киното Леон Гомон, то е най-старото филмово студио в света. През по-голямата част от своята история е водещата френска филмова компания, като развива и собствена мрежа от киносалони в цялата страна.

## Избрана филмография
- „Феята на зелето“ (La Fée aux Choux, 1896)
- „Вампирите“ (Les Vampires, 1915 – 1916)
- „Генерал Дела Ровере“ (Il generale della Rovere, 1959)
- „Пътят на младостта“ (Le chemin des écoliers, 1959)
- „Свидетел в града“ (Un témoin dans la ville, 1959)
- „Нощта на шпионите“ (La Nuit des espions, 1959)
- „Фантомас“ (Fantômas, 1964)
- „Човекът оркестър“ (L'Homme orchestre, 1970)
- „Лудостта на величията“ (La Folie des grandeurs, 1971)
- „Братовчеде, братовчедке“ (Cousin, cousine, 1975)
- „Лулу“ (Loulou, 1980)
- „Трима братя“ (Tre fratelli, 1981), съвместно с „Итер Филм“
- „Дошли от миналото“ (Les Visiteurs, 1993)
- „Леон“ (Léon, 1994)
- „Оги и хлебарките“ (Oggy et les Cafards, от 1998)